# Opsigenes parastacta
Opsigenes parastacta är en fjärilsart som beskrevs av Edward Meyrick 1918. Opsigenes parastacta ingår i släktet Opsigenes och familjen praktmalar, Oecophoridae. Inga underarter finns listade i Catalogue of Life.